# براندون دان
براندون دان (بالإنجليزية: Brandon Dunn)‏ هو لاعب كرة قدم أمريكية أمريكي، ولد في 5 سبتمبر 1992 في لويفيل في الولايات المتحدة.

## وصلات خارجية
- براندون دان على موقع مرجع كرة القدم المحترفة.كوم (الإنجليزية)
- براندون دان على موقع كلية كرة القدم في سبورتس رفرنس.كوم (الإنجليزية)